# Hrabstwo Barcelony

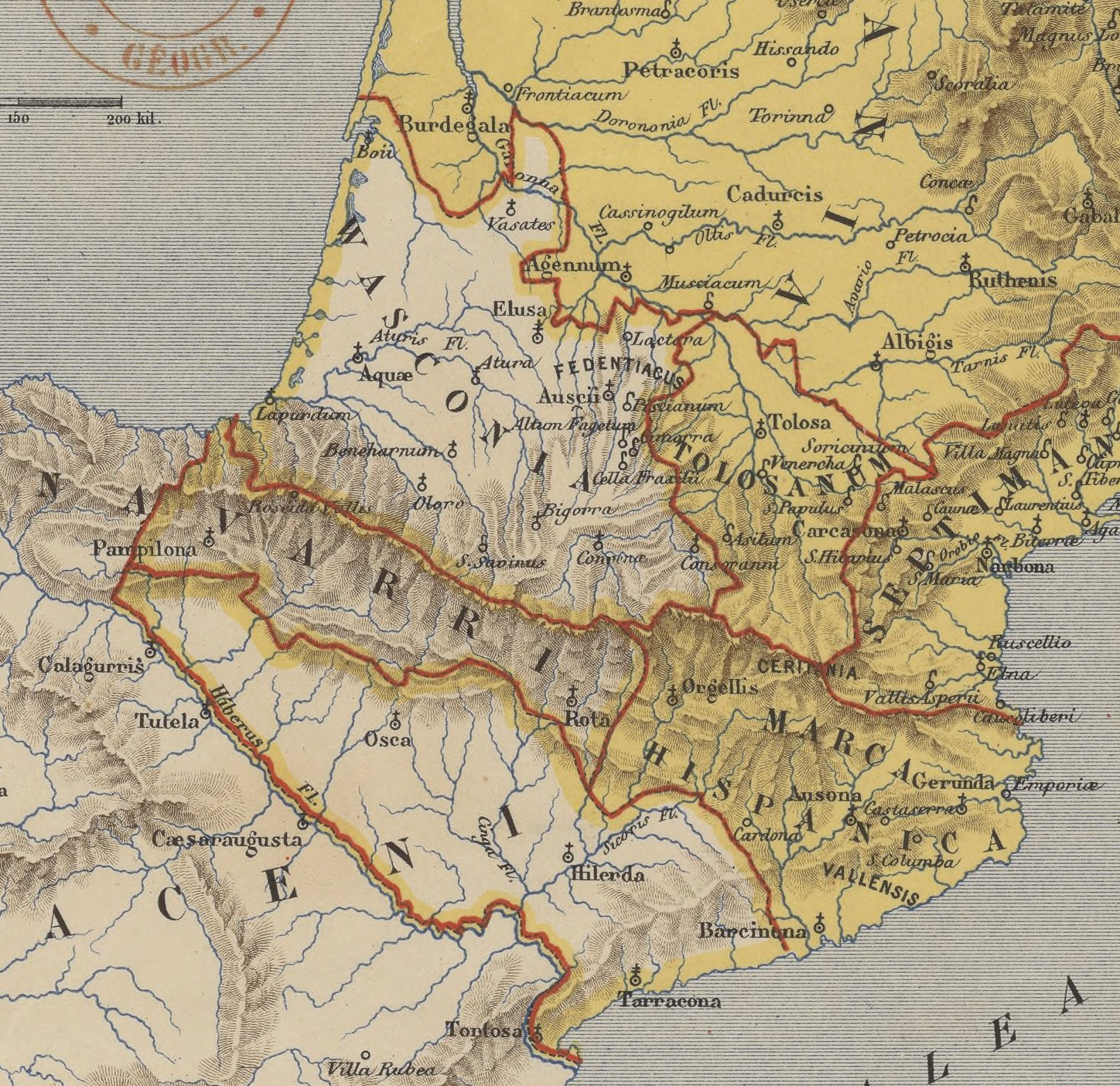
Hrabstwa Marchii Hiszpańskiej na początku IX wieku

Hrabstwo Barcelony – frankijskie, a następnie aragońskie hrabstwo na Półwyspie Iberyjskim, w początkowym okresie swojego istnienia współtworzące Marchię Hiszpańską.

## Historia

### Okres wczesny
Arabowie podbili wspomniany obszar, ale pod koniec VIII wieku Karolingowie interweniowali w północno-wschodniej części Półwyspu Iberyjskiego mając za sobą wsparcie ludności tubylczej. Panowanie frankijskie zostało umocnione przez podbicie Gerony (785), a zwłaszcza kiedy w 801 roku Barcelona została zdobyta przez króla Akwitanii Ludwika I Pobożnego. Wtedy to włączono Barcelonę do Królestwa Franków, ustanawiając w niej hrabstwo Barcelony, zależne od króla frankijskiego. Terytorium zdobyte na muzułmanach zaczęto nazywać Marchią Hiszpańską, stała się ona zbiorem hrabstw iberyjskich (katalońskich i aragońskich) zależnych od monarchów karolińskich.
Na początku władza przypadała lokalnej arystokracji plemiennej lub wizygockiej, ale opór, który ta przedstawiała skłonił Karolingów do zastąpienia jej hrabiami pochodzenia frankijskiego. Autonomia została skonsolidowana wprowadzeniem praw dziedziczenia pomiędzy rodzinami hrabiowskimi. Tej tendencji towarzyszył proces unifikacji hrabstw. Hrabia Wilfred Włochaty, ostatni hrabia mianowany przez królów frankijskich kontynuował wspomnianą politykę. Zdołał zjednoczyć pod swoim panowaniem grupę hrabstw i przekazać je w spadku swoim dzieciom. Wraz z jego śmiercią w 897 r. jedność się skończyła, ale rdzeń nowego państwa utworzony przez hrabstwa Barcelony, Gerony i Vic pozostał niepodzielny. 

### Okres ekspansji
W X wieku hrabiowie Barcelony wzmocnili swoją władzę i wydobyli się stopniowo spod wpływu frankijskiego. W 985 r. Barcelona, rządzona wówczas przez hrabiego Borrella II, została zaatakowana i spalona przez muzułmanów. Hrabia schronił się wtedy w górach Montserrat oczekując pomocy króla frankijskiego, ale siły sojusznicze nie pojawiły się. W 988 r. w Królestwie Franków wygasła dynastia karolińska i została zastąpiona przez dynastię Kapetyngów. Borrell II został zobligowany do złożenia przysięgi wierności nowemu królowi frankijskiemu, ale nie uczynił tego. Król frankijski musiał natomiast przybyć na północ, aby rozwiązać tamtejszy konflikt. 
W następnych latach hrabstwo Barcelony zyskiwało na znaczeniu i terytorialnie. Przyłączano inne hrabstwa Marchii Hiszpańskiej i prowadzono ekspansję w kierunku południowym, dzięki zwycięskim walkom z Arabami, i północnym poprzez walki z Frankami. Rajmund Berengar I (1035-1076) zajął w 1067 Carcassonne, a w 1071 Razès. Chciał rozdzielić hrabstwo między swych synów Rajmunda Berengara II i Berengara Rajmunda II. Nie udało mu się i bracia rządzili razem, aż do śmierci pierwszego w 1082 roku, prawdopodobnie zamordowanego przez Berengara Rajmunda II. 
Rajmund Berengar III (1097-1131) ożenił się  w 1113 roku z Dulcią dziedziczką hrabstwa Prowansji, przyłączył ją tym samym do swych ziem. Musiał się nią jednak podzielić z Alfonsem Jordanem z Tuluzy, który także rościł sobie do niej pretensje. Ostateczny pokój podpisał jednak już jego syn Berengar Rajmund I w 1034 roku, który objął po nim Prowansję. W Barcelonie jego następcą został starszy syn Rajmund Berengar IV (1131-1162).

### Unia z Aragonią
Jego małżeństwo z Petronelą Aragońską w 1137 pozwoliło mu włożyć na skronie koronę aragońską. Rajmund Berengar IV był aż do swej śmierci hrabią Barcelony oraz księciem Aragonii i Katalonii. Syn Ramona i Petronili Alfons II został pierwszym królem Aragonii i zarazem hrabią Barcelony. W 1258 r. Jakub I Zdobywca na podstawie traktatu z Corbeil, uniezależnił oficjalnie hrabstwo Barcelony spod wpływu Franków.
Od 1162 tytuły króla Aragonii i hrabiego Barcelony były dziedziczone przez wszystkich królów Aragonii. Mimo wszystko hrabiowie posiadali wewnątrz Korony praktycznie absolutną niezależność, utrzymując własne dwory i prawa (fueros). Fueros (odrębne prawa) hrabstwa Barcelony utrzymały się nienaruszone, aż do zniesienia ich w 1714 roku przez Dekrety de Nueva Planta. Narzucono wtedy prawa kastylijskie, które obowiązywały do wprowadzenia demokracji. 
W formalnej tytulaturze królów Hiszpanii tytuł hrabiego Barcelony przetrwał do czasów współczesnych.